# Планинський Врх
Планинський Врх (словен. Planinski Vrh) — поселення в общині Шентюр, Савинський регіон, Словенія. 
Висота над рівнем моря: 528,9 м.